# Fred Gras
Friedrich-Wilhelm „Fred“ Gras (* 1927 in Ostpreußen) ist ein deutscher Sportsoziologe und Hochschullehrer.

## Leben
Gras kam in Ostpreußen zur Welt. Er studierte Garten- und Landschaftsbau und arbeitete in diesem Berufsfeld. An der Deutschen Hochschule für Körperkultur (DHfK) in Leipzig absolvierte er ein Fernstudium, welches er 1960 mit der Diplomarbeit „Die Entwicklung der Sportgemeinschaft Machern, Kreis Wurzen nach 1945 bis zur Gründung des DTSB unter Berücksichtigung der ländlichen Struktur“ abschloss.
Ab 1961 war Gras an der DHfK in der Lehre beschäftigt und von 1979 bis 1990 Professor für Sportsoziologie. Im Zeitraum von 1966 bis 1989 betreute er mehr als 50 Doktorarbeiten. Im Mittelpunkt seiner Forschungsarbeit standen die Themengebiete Jugend und Sport, Lebensweisen und Persönlichkeitsentwicklung von Leistungssportlern, Körperkultur und Sport als Teil der Kultur und Lebensweise, Entwicklungen der marxistisch-leninistischen Sportsoziologie, sozialistische Lebensweise und sportliche Tätigkeit sowie die sportliche Betätigung von Studenten und Hochschulabsolventen in der DDR. 1971 wurde ihm die Aufgabe zuteil, als Ko-Direktor der internationalen Studie „Involvement in Sport“ zu fungieren. Gras leitete ein Autorenkollektiv von DHfK-Wissenschaftlern, das für eine im Auftrag der UNESCO durchgeführte Projektstudie zur Erarbeitung eines länderübergreifenden Konzeptes zum Thema „Entwicklung des Sports für alle“ verantwortlich war und dafür von der UNESCO ausgezeichnet wurde. Er war Mitglied des Forschungsrates der DDR.
Gras, ein laut Deutscher Vereinigung für Sportwissenschaft „international anerkannter Sportsoziologie“, gehörte der Fachkommission für Sportsoziologie des Weltrates für Körpererziehung und Sport an, er war Mitglied im Vorstand des Internationalen Komitees for Sportsoziologie (ICSS) und gehörte ab 1971 zum Redaktionsausschuss der Zeitschrift International Review for the Sociology of Sport.
1990 wurde er emeritiert. Gemeinsam mit Bero Rigauer und Klaus Rohrberg veröffentlichte er 2007 den Aufsatz „Sportsoziologie und Sportpraxis in der DDR und BRD“, in dem der Versuch unternommen wurde, zwischen Vertretern der Sportsoziologie der BRD und der DDR „einen soziologischen Dialog auf der Ebene einer empathischen und aufklärenden Kommunikation zu führen“, ohne entscheiden zu wollen, welche Sportsoziologie der beiden deutschen Nachkriegsstaaten der jeweils anderen möglicherweise überlegen gewesen sein könnte. Am 2007 erschienenen Buch „Deutsche Hochschule für Körperkultur Leipzig 1950–1990“ beteiligte sich Gras als Verfasser des Kapitels „Entwicklung der Sportsoziologie an der DHfK“.

## Schriften
- Fred Gras: Von Ostpreußen nach Sachsen eine Biografie. Engelsdorfer Verlag, 2011, ISBN 978-3-86268-491-5. (Autobiografie)